# Saut-d'Eau
Saut-d'Eau, in creolo haitiano Sodo, è un comune di Haiti facente parte dell'arrondissement di Mirebalais nel dipartimento del Centro.